# Euro Hockey Tour 2011/2012
Euro Hockey Tour 2011/2012 byl 16. ročník hokejových turnajů Euro Hockey Tour.

## Karjala cup
Turnaj se hrál od 10. do 13. listopadu 2011.
| Tým 1   | Výsledek                            | Tým 2   |
| ------- | ----------------------------------- | ------- |
| Rusko   | 2 : 1 SN (1:0, 0:0, 0:1 - 0:0, 1:0) | Finsko  |
| Švédsko | 2 : 5 (0:1, 2:1, 0:3)               | Česko   |
| Švédsko | 1 : 4 (0:2, 1:0, 0:2)               | Rusko   |
| Finsko  | 4 : 0 (1:0, 2:0, 1:0)               | Česko   |
| Česko   | 1 : 2 (0:0, 1:0, 0:2)               | Rusko   |
| Finsko  | 3 : 4 (1:1, 1:3, 1:0)               | Švédsko |

## Channel One Cup
Turnaj se hrál od 15. do 18. prosince 2011.
| Tým 1   | Výsledek                       | Tým 2   |
| ------- | ------------------------------ | ------- |
| Finsko  | 1 : 5 (1:2, 0:1, 0:2)          | Česko   |
| Švédsko | 4 : 2 (1:0, 1:1, 2:1)          | Rusko   |
| Rusko   | 3 : 4 SN (1:1, 2:1, 0:1 - 0:0) | Česko   |
| Finsko  | 4 : 3 (1:1, 2:1, 1:1)          | Švédsko |
| Rusko   | 3 : 0 (1:0, 0:0, 2:0)          | Finsko  |
| Česko   | 1 : 2 (1:0, 0:2, 0:0)          | Švédsko |

## Oddset Hockey Games
Turnaj se hrál od 9. do 12. února 2012.
| Tým 1   | Výsledek                     | Tým 2   |
| ------- | ---------------------------- | ------- |
| Finsko  | 0:2 (0:1, 0:0, 0:1)          | Rusko   |
| Švédsko | 1:2 SN (0:0, 0:1, 1:0 - 0:0) | Česko   |
| Finsko  | 7:0 (3:0, 2:0, 2:0)          | Česko   |
| Rusko   | 1:4 (0:0, 0:1, 1:3)          | Švédsko |
| Česko   | 4:0 (2:0, 1:0, 1:0)          | Rusko   |
| Švédsko | 3:1 (0:0, 1:0, 2:1)          | Finsko  |

## KAJOTbet Hockey Games
Turnaj se hrál od 26. do 29. dubna 2012.
| Tým 1   | Výsledek                       | Tým 2   |
| ------- | ------------------------------ | ------- |
| Finsko  | 3 : 2 PP (0:2, 2:0, 0:0 - 1:0) | Česko   |
| Švédsko | 2 : 4 (0:0, 1:3, 1:1)          | Rusko   |
| Rusko   | 0 : 2 (0:0, 0:1, 0:1)          | Finsko  |
| Česko   | 5 : 3 (1:1, 2:2, 2:0)          | Švédsko |
| Švédsko | 1 : 4 (0:1, 0:1, 1:2)          | Finsko  |
| Česko   | 2 : 1 (0:0, 2:1, 0:0)          | Rusko   |

## Celková tabulka EHT 2011/2012
| Poř. | Tým     | Z  | V | VP | PP | P | VG | OG | B  |
| ---- | ------- | -- | - | -- | -- | - | -- | -- | -- |
| 1.   | Česko   | 12 | 5 | 2  | 1  | 4 | 31 | 29 | 20 |
| 2.   | Finsko  | 12 | 5 | 1  | 1  | 5 | 30 | 25 | 18 |
| 3.   | Rusko   | 12 | 5 | 1  | 1  | 5 | 24 | 25 | 18 |
| 4.   | Švédsko | 12 | 5 | 0  | 1  | 6 | 30 | 36 | 16 |

## Vysvětlivky k tabulkám a zápasům
- Z – počet odehraných zápasů
- V – počet vítězství
- VP – počet výher po prodloužení (nebo po samostatných nájezdech)
- PP – počet proher po prodloužení (nebo po samostatných nájezdech)
- P – počet proher
- VG – počet vstřelených gólů
- OG – počet obdržených gólů
- B – počet bodů